# 大山西町
大山西町（おおやまにしちょう）は、東京都板橋区の町名。丁目の設定がない単独町名である。全域で住居表示が実施されている。

## 地理
板橋区の南東部に位置する。北西で大谷口上町、北東で大山町、南で幸町、西はで大谷口と隣接する。町域の北辺を川越街道が東西に走る。町域内には住宅のほか、区立小学校が立地する。

## 歴史
当該エリアは1871年（明治4年）11月14日に浦和県（現埼玉県）から東京府に編入された。1889年には板橋町の一部分となり、1932年からは板橋区の一部となった。1958年4月1日に大山西町の町名が成立した。住居表示実施は1971年。

## 世帯数と人口
2025年（令和7年）3月1日現在（板橋区発表）の世帯数と人口は以下の通りである。
- 世帯数 : 3,103世帯
- 人口 : 5,040人

### 人口の変遷
国勢調査による人口の推移。
| 年                 | 人口  |
| ------------------ | ----- |
| 1995年（平成7年）  | 4,733 |
| 2000年（平成12年） | 4,717 |
| 2005年（平成17年） | 4,631 |
| 2010年（平成22年） | 4,671 |
| 2015年（平成27年） | 4,238 |
| 2020年（令和2年）  | 4,806 |

### 世帯数の変遷
国勢調査による世帯数の推移。
| 年                 | 世帯数 |
| ------------------ | ------ |
| 1995年（平成7年）  | 2,266  |
| 2000年（平成12年） | 2,427  |
| 2005年（平成17年） | 2,419  |
| 2010年（平成22年） | 2,606  |
| 2015年（平成27年） | 2,507  |
| 2020年（令和2年）  | 2,743  |

## 学区
区立小・中学校に通う場合、学区は以下の通りとなる（2021年8月時点）。
| 番地    | 小学校                 | 中学校                 |
| ------- | ---------------------- | ---------------------- |
| 1～4番  | 板橋区立板橋第六小学校 | 板橋区立板橋第二中学校 |
| 5～71番 | 板橋区立板橋第十小学校 | 板橋区立板橋第二中学校 |

## 事業所
2021年（令和3年）現在の経済センサス調査による事業所数と従業員数は以下の通りである。
- 事業所数 : 102事業所
- 従業員数 : 985人

### 事業者数の変遷
経済センサスによる事業所数の推移。
| 年                 | 事業者数 |
| ------------------ | -------- |
| 2016年（平成28年） | 117      |
| 2021年（令和3年）  | 102      |

### 従業員数の変遷
経済センサスによる従業員数の推移。
| 年                 | 従業員数 |
| ------------------ | -------- |
| 2016年（平成28年） | 797      |
| 2021年（令和3年）  | 985      |

## 交通

### 鉄道
町域に駅は存在しないが、以下の路線・駅が利用可能である。
- 東京地下鉄（東京メトロ）
  - 副都心線・有楽町線：千川駅（豊島区要町三丁目）
- 東武鉄道
  - 東武東上線：大山駅（大山町および大山東町）

### バス
- 国際興業バス　※出入庫に伴う区間運行系統は省略。
  - 大山：赤51　西が丘経由赤羽駅西口行き・サンシャインシティ経由池袋駅東口行き、光02　光が丘駅行き・サンシャインシティ経由池袋駅東口行き、池55　小茂根五丁目行き・サンシャインシティ経由池袋駅東口行き
  - 大山西町：池05　池袋駅西口行き、日大病院行き

### 道路
- 国道254号（川越街道）
- 東京都道420号鮫洲大山線

## 施設
- 板橋区立大山小学校
- 東京朝鮮第三初級学校
- 大山西町保育園
- 板橋大山郵便局
- 板橋交通公園
- 都営大山西町アパート

## その他

### 日本郵便
- 郵便番号 : 173-0033[3]（集配局 : 板橋郵便局[15]）。